# 1994–1995-ös magyar férfi vízilabda-bajnokság (másodosztály)
Az 1994–1995-ös magyar férfi másodosztályú vízilabda-bajnokságban tizenegy csapat indult el, a csapatok két kört játszottak.

## OB I/B Tabella
| #   | Csapat                | M  | Gy | D | V  | G+  | G-  | P  |
| --- | --------------------- | -- | -- | - | -- | --- | --- | -- |
| 1.  | OSC                   | 20 | 18 | 2 | 0  | 211 | 113 | 38 |
| 2.  | Tatabányai VSE-Devill | 20 | 16 | 0 | 4  | 218 | 152 | 32 |
| 3.  | Kecskeméti VSC        | 20 | 10 | 3 | 7  | 168 | 158 | 23 |
| 4.  | MAFC                  | 20 | 11 | 0 | 9  | 178 | 142 | 22 |
| 5.  | Egri Vízmű            | 20 | 9  | 2 | 9  | 205 | 227 | 20 |
| 6.  | Ceglédi VSE           | 20 | 7  | 5 | 8  | 182 | 164 | 19 |
| 7.  | Szentesi Vasutas SC   | 20 | 8  | 2 | 10 | 186 | 212 | 18 |
| 8.  | Ybl Miklós FSE        | 20 | 8  | 2 | 10 | 171 | 196 | 18 |
| 9.  | Miskolci VSC          | 20 | 5  | 3 | 12 | 182 | 221 | 13 |
| 10. | Bánki Donát FSE       | 20 | 4  | 2 | 14 | 171 | 221 | 10 |
| 11. | Tipográfia TE         | 20 | 2  | 3 | 15 | 144 | 210 | 7  |

* M: Mérkőzés Gy: Győzelem D: Döntetlen V: Vereség G+: Dobott gól G-: Kapott gól P: Pont
Bajnokcsapat játékosai: Kiszelly Gábor; dr. Sudár Attila; Horváth János; Hajdú Zsolt; Ürögi Zsolt; Lőcsei Tamás; Pálinkás Krisztián; Juhász Zoltán; Jákó Levente; Székely Balázs; Batta Péter; Petrovics Mátyás; Bíró Tamás; Baranyai Ferenc; Papp Csaba; Dávid Zoltán
Edző: Bátori György

## OB II.
Bajnokság végeredménye: 1.ELTE-BEAC; 2.TFSE; 3.Szentesi Senior; 4.Szegedi VE II; 5.Békéscsabai Thermál; 6.Liget SE; 7.Dunaújvárosi VSC; 8.CSMSK; 9.Szolnoki Old Boys; 10.MAFC-Schönherz DSK; 11.Jorgos VSC; 12.Miskolci EAFC; 13.Sportliget SE; 14. Csongrádi Tisza Bútor; 15.Siketek SC;